# Sárközi György (költő)

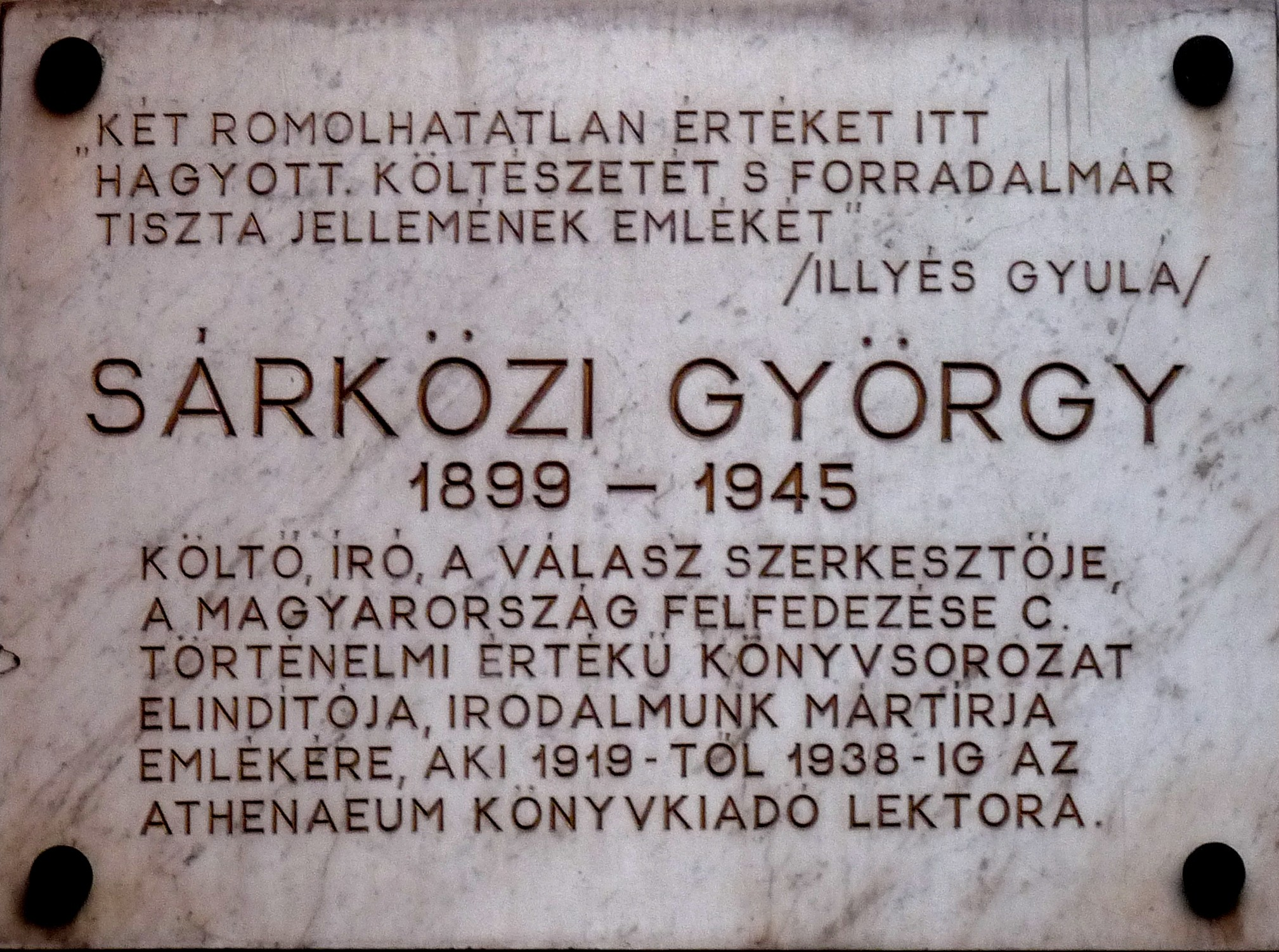
Emléktáblája Budapesten VII. ker., Erzsébet körút 7.

Sárközi György (Budapest, Terézváros, 1899. január 22. – Balf, 1945. március 8.) magyar költő, prózaíró, folyóirat-szerkesztő, műfordító, magántisztviselő.

## Élete
Sárközi (1881-ig Vogel) Vilmos tabi születésű részvénytársasági hivatalnok és a sümegi születésű Kovács Zsófia (1862–1945) gyermekeként látta meg a napvilágot Budapesten, a Terézvárosban 1899. január 22-én, zsidó családban. Iskoláit a váci piarista gimnáziumban (I-II. osztály, 1909/1910–1910/1911) és Budapesten, a Berzsenyi Dániel Gimnáziumban végezte. 1917-ben fedezte fel Osvát Ernő. 1918-ban fél évig volt hallgatója a Budapesti Tudományegyetem Jog- és Államtudományi Karának. 1919-ben lektorként került az Athenaeum Könyvkiadóhoz, ahol 1938-ig dolgozott, s igazán az irodalom kellős közepében élhetett. 1921. március 5-én áttért a római katolikus vallásra. Első kötete 1926-ban jelent meg Angyalok harca címmel. Már ez időben a legjobb barátai voltak Szabó Lőrinc és Németh László, akiknek intellektuális izgalma meg is zavarta harmonikus világképét. Következő kötetének verseiben már nyomon követhetjük lelki válságát, erre vall a könyv címe is: Váltott lélekkel. 1927-ben részt vett a Pandora szerkesztésében. 1935–1938 között a Válasz című folyóirat szerkesztője volt. 1936-ban megindította a Magyarország felfedezése című irodalmi szociográfiai könyvsorozatot. 1933-ban feleségül vette Molnár Mártát, Molnár Ferenc és Vészi Margit lányát. 1937-ben a Márciusi Front egyik vezetője volt, kiáltványaikat Sárközi Városmajor utcai lakásán fogalmazták meg. 1937 októberében Erdei Ferenccel közösen megszervezte a 3. Makói Találkozót. 1938-ban a Frontnak a Válaszban közölt felhívása miatt bíróság elé állították. 1939-ben egy ideig a Kelet Népe munkájában vett részt. 1944-ben tüdőszanatóriumban kezelték, majd ugyanebben az évben munkaszolgálatra hurcolták. 1945. március 8-án végelgyengülésben halt meg, Balfon.
Fia, Sárközi Mátyás (1937–) író, szerkesztő, a BBC Televízió munkatársa.

## Művei
- Angyalok harca. Versek; Athenaeum, Budapest, 1926
- Váltott lélekkel. Versek; Athenaeum, Budapest, 1929
- Mint oldott kéve. Történelmi regény, 1-3.; Pantheon, s.l., 1932
- Szilveszter; Nagy K. és Társai, Debrecen, 1933 (Új írók)
- Viola; Athenaeum, Budapest, 1935
- Dózsa. Történelmi dráma; Kelet Népe, Budapest, 1939
- Higgy a csodában. Versek; Athenaeum, Budapest, 1941
- Sárközi György összes verse és kisebb műfordításai; Sarló, Budapest, 1947
- Sárközi György válogatott versei; vál., bev. Illyés Gyula; Szépirodalmi, Budapest, 1954
- Babaváros; ill. F. Györffy Anna; Ifjúsági, Budapest, 1955 (lengyelül, németül, oroszul is)
- Sárközi György válogatott versei; vál., bev. Kalász Márton, jegyz. Szíjgyártó László; Móra, Budapest, 1959 (A magyar irodalom gyöngyszemei)
- Ég és föld között. Sárközi György összegyűjtött versei és versfordításai; sajtó alá rend. Kőháti Zsolt, bev. Illyés Gyula; Szépirodalmi, Budapest, 1976
- Babits és Sárközi György. Levelek, tanulmányok; szerk., vál., szöveggond., jegyz. Téglás János; Ságvári Nyomdaipari Szakközépiskola–Zrínyi Ny., Budapest, 1985 (A nyomdaipari szakközépiskola és a Zrínyi Nyomda Babits-sorozata)
- Sárközi György válogatott versei; vál., szerk., utószó Lator László; Orpheusz Könyvek, Budapest, 1993
- Sárközi György összegyűjtött versei és versfordításai; szerk., utószó Palkó Gábor; Unikornis, Budapest, 1999 (A magyar költészet kincsestára)